# Drosophila prodita
Drosophila prodita är en tvåvingeart som beskrevs av Elmo Hardy 1965. Drosophila prodita ingår i släktet Drosophila och familjen daggflugor.
Artens utbredningsområde är Hawaii.